# Nothing But the Water
Nothing But the Water es el álbum de estudio debut de la banda de rock estadounidense Grace Potter and the Nocturnals. Fue publicado el 10 de mayo de 2005 independientemente. El álbum fue relanzado con canciones remasterizadas y un DVD como material exclusivo el 23 de mayo de 2006 después de que la banda firmará con el sello discográfico Hollywood Records meses después. 

## Lista de canciones
*Todas las canciones fueron escritas por Grace Potter, excepto las que indiquen lo contrario
1. «Toothbrush and My Table» (Potter, Matt Burr) - 4:31
2. «Some Kind of Ride» - 3:40
3. «Ragged Company» - 4:59
4. «Left Behind» (Potter, Burr, Bryan Dondero, Scott Tournet) - 3:39
5. «Treat Me Right» (Potter, Burr, Dondero, Tournet) - 4:27
6. «Sweet Hands» - 3:37
7. «Joey»" (Potter, Burr, Dondero, Tournet) - 5:17
8. «2:22» (Potter, Tournet) - 4:32
9. «All But One» - 4:53
10. «Below the Beams» (Potter, Burr, Dondero, Tournet) - 1:33
11. «Nothing But the Water (I)» - 2:44
12. «Nothing But the Water (II)» - 5:16